# 中国花卉协会

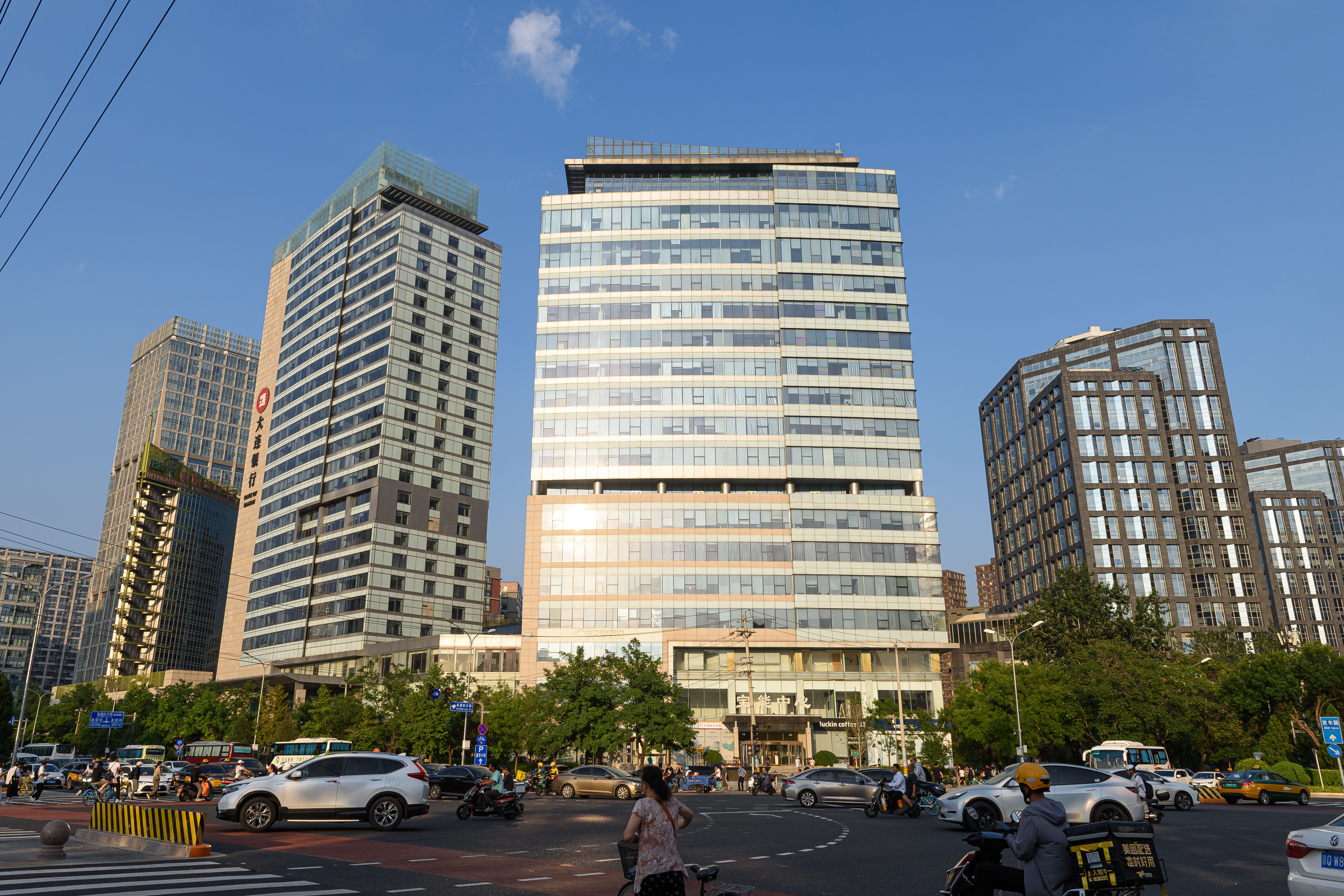
中国花卉协会秘书处位于北京市朝阳区望京阜通东大街12号宝能中心A座9层

中国花卉协会是中华人民共和国花卉行业从业者、企事业单位组成的全国性、非营利性社会团体，1984年11月1日成立，原由国家林业和草原局主管，现已从林草局分离行政职能。

## 历届理事会

### 第五届
- 任期：？－2015年7月[2]
- 名誉会长：陈慕华、张思卿
- 名誉副会长：邵华、徐有芳
- 会长：江泽慧
- 副会长：韩德、冯秀华、范小建、王兆成、刘向东、赵光华、刘雅芝、程方、张延华、姜伟贤
- 专职秘书长：刘红
- 专职副秘书长：陈建武、张引潮

### 第六届
- 任期：2015年7月－[3]
- 名誉会长：陈至立、张梅颖
- 会长：江泽慧
- 副会长：乐爱妹、吴晓松、王晓方、冯秀华、王兆成、张玉香、赵光华、刘雅芝、刘卓慧、张延华、封加平、姜伟贤
- 秘书长：刘红
- 副秘书长：陈建武、张引潮、彭红明